# Катастрофа Airbus A320 над Середземним морем
Катастрофа Airbus A320 рейсу MS804 — авіаційна катастрофа пасажирського літака Airbus A320 авіакомпанії EgyptAir, рейс 804 авіакомпанії EgyptAir, яка сталася в четвер, 19 травня 2016 року. Літак прямував із Парижа (Міжнародний аеропорт імені Шарля де Голля) у Каїр і зник з екранів радарів над Середземним морем приблизно у 200 км від єгипетського узбережжя. На борту було 56 пасажирів і 10 членів екіпажу.

## Літак
Airbus A320-232 (серійний номер 2088) був випущений компанією Airbus і 3 листопада 2003 року переданий єгипетській авіакомпанії EgyptAir.

## Хронологія подій
- 18 травня, 23:09 за місцевим часом: літак рейсу MS 804 авіакомпанії EgyptAir вилетів із Парижа до Каїра[4].
- 19 травня, 1:48: відбувся останній голосовий контакт пілотів із грецькими диспетчерами.
- 19 травня, 2:27: пілоти перестали відповідати диспетчерам.
- 19 травня, 3:29: літак увійшов до повітряного простору Єгипту та зник із радарів.
- 19 травня, 2:45: розпочата пошукова операція.
- 20 травня: знайдені уламки літака за 290 кілометрів від Александрії[5].
- 25 травня вдалося впіймати сигнал аварійного радіомаяка[6] .

## Причини катастрофи
19 травня 2016 року міністр авіації Єгипту Шериф Фатхі заявив, що, найімовірніше, причиною падіння літака EgyptAir стала терористична атака, а не технічний збій.
21 травня французькі слідчі повідомили, що автоматична система детекторів виявила дим за кілька хвилин до того, як літак зник із радарів. Це повідомлення «зазвичай означає початок пожежі».

## Культурні аспекти
Катастрофа рейсу 804 EgyptAir буде показана у 23-му сезоні канадського документального телесеріалу «Розслідування авіакатастроф».